# 전효진 (배우)
전효진(1995년 8월 11일 ~ )은 대한민국의 배우이다. 다양한 연극과 영상 작품에서 활동해왔으며, 목소리와 표정을 활용한 폭넓은 연기력을 바탕으로 독특한 감성과 존재감을 드러내고 있다.

## 생애 및 경력
전효진은 1995년 8월 11일 인천광역시에서 태어났다. 본관은 담양 전씨이며, 신장은 164cm, 체중은 47kg, 혈액형은 O형이다. 가족으로는 부모님과 오빠, 남동생이 있다.
어릴 때부터 연기와 노래에 관심이 많았으며, 김현정과 이수영의 노래를 따라 부르고 TV 속 연기 장면을 따라 하며 표현력을 키웠다. 어린 시절부터 극장을 자주 방문했고, 초등학교 시절에는 MTM 연기학원 오디션에 참가한 경험이 있다. 학창 시절 반장과 전교회장을 역임했으며, 인상적인 외모와 카리스마로 주변의 주목을 받았다.
중학교 시절 예술고등학교 진학을 희망했으나 서류 접수 지연으로 좌절되었고, 이후 인천생활예술고등학교(1기)에 진학하였다. 열악한 환경에도 서울 혜화와 부평에 있는 두 곳의 연기학원을 병행하며 연기를 꾸준히 연마한 결과 중앙대학교 연극학과, 단국대학교 뮤지컬과, 한국예술종합학교 연극원 연기과(예술사)에 동시 합격하였다.
한국예술종합학교 재학 중에는 연극 《안티고네》 오디션에서 주목받았고, 학교의 레파토리 공연에도 참여하였다. 학창 시절 4년 동안 학점 평균 4.0 이상을 유지하며 우수한 성적으로 졸업했다. 졸업 후에도 지속적인 트레이닝을 통해 연기 역량 강화를 이어갔다.
고등학교 시절부터 13년간 안진우에게 연기 지도를 받았으며, 사촌오빠는 쇼호스트 이호준이다.
졸업 이후 드라마 《모범택시》 오디션에 합격하며 본격적인 배우 활동을 시작하였다. 영화 《밀수》 오디션을 통해 외유내강 제작사와 류승완 감독의 주목을 받았으며, 《베테랑2》의 여자 홍보경찰 역에 캐스팅되었으나 대본 수정으로 출연이 무산되었다. 또한 넷플릭스 영화 《길복순》 오디션에서 김영지 역의 최종 후보에 올랐다.
2023년 드라마 《모범택시2》로 브라운관에 본격 데뷔하였고, 지상파 드라마 《굿파트너》와 영화 《밀수》에도 출연하며 신인 배우로서의 가능성을 보여주었다. 여러 매체에서 연기력과 매력을 조명하며 주목받았다.뉴스엔미라쿨JTBC뉴스스포츠경향조이뉴스24
광고 분야에서는 ‘지샌달’ 모델로 활동했으며, 데뷔 초기 빅웨일엔터테인먼트와 2년간 계약하였다.

## 출연 작품

### 드라마
- 2021년 SBS 금토 드라마 《모범택시》
- 2024년 SBS 금토 드라마 《굿파트너》

### 영화
- 2023년 《밀수》

## 학력
- 금곡초등학교 졸업
- 검단중학교 졸업
- 인천생활예술고등학교 졸업
- 한국예술종합학교 연극원 연기과 예술사 졸업

## 특기 및 취미
바이올린, 노래, 무술 등의 특기를 보유하고 있으며, 취미로 작사, 글쓰기, 유튜브 편집, 여행, 달리기, 동화책 읽기를 즐긴다.
독특한 감성과 중성적인 매력을 동시에 지닌 것으로 평가되며, 왼쪽 보조개가 뚜렷하다. 별명인 ‘효치’는 중학교 시절 키우던 고슴도치 ‘또치’에서 유래했다.

## 참고 자료
- 뉴스엔
- 미라쿨
- JTBC뉴스
- 스포츠경향
- 조이뉴스24